# Ocellularia thelotremoides
Ocellularia thelotremoides är en lavart som först beskrevs av William Allport Leighton och som  fick sitt nu gällande namn av Alexander Zahlbruckner. 
Ocellularia thelotremoides ingår i släktet Ocellularia och familjen Graphidaceae. Inga underarter finns listade i Catalogue of Life.